# Akrosida macrophylla
Akrosida macrophylla là một loài thực vật có hoa trong họ Cẩm quỳ. Loài này được (Ulbr.) Fryxell & Fuertes mô tả khoa học đầu tiên năm 1992.